# Campionato italiano juniores di canoa polo
Il campionato juniores di canoa polo è riservato a squadre composte esclusivamente da giocatori che non hanno ancora compiuto 18 anni il 31 dicembre dell'anno precedente. La partecipazione è aperta a entrambi i sessi, ma la stragrande maggioranza degli atleti sono maschi. Attualmente si svolge in un solo fine settimana, in cui le squadre sono inizialmente divise in due gironi, le cui classifiche determinano i partecipanti a semifinali e finali. Il primo torneo è stato organizzato dalla FICK nel 2010 a San Miniato e le tre edizioni successive si sono tenute rispettivamente a Bacoli, ad Anzola dell'Emilia e a Cagliari. La squadra attualmente campione d'Italia è lo Jomar Club Catania (Catania)

## Squadre partecipanti nel 2021
| Club                            | Città    |
| ------------------------------- | -------- |
| Jomar Club Catania              | Catania  |
| Canoa Club Napoli               | Bacoli   |
| Circolo Nautico Posillipo       | Napoli   |
| C.M.M. Nazario Sauro            | Trieste  |
| Canoa Polo Ortigia              | Ortigia  |
| Canoa Club Napoli B             | Napoli   |
| Canottieri Ichnusa              | Cagliari |
| Polisportiva Nautica Katana     | Catania  |
| C.U.S. Catania                  | Catania  |
| Polisportiva Canottieri Catania | Catania  |
| Canoa club Napoli C             | Bacoli   |

## Albo d'oro
| Stagione | Vincitore                        | Secondo Posto                             | Terzo posto                      | Note  |
| 2010     | Canoa San Miniato                | Circolo Canottieri Antonio Offredi A.S.D. | Soc. Canott. Ichnusa             |       |
| 2011     | Canoa Club Napoli                | Canottieri Pisa                           | Gruppo Canoe Polesine            |       |
| 2012     | Canoa Club Napoli                | LNI Ancona                                | Pol.Nautica Katana               |       |
| 2013     | Canoa Club Napoli                | Pol.Nautica Katana                        | A.R.C.I. Borgata Marinara Lerici |       |
| 2014     | Circolo Nautico Posillipo        | Sport Club Ognina                         | A.R.C.I. Borgata Marinara Lerici |       |
| 2015     | A.R.C.I. Borgata Marinara Lerici | Soc. Canott. Ichnusa                      | Canoa Club Napoli                |       |
| 2016     | Canoa Club Napoli                | Circolo Nautico Posillipo                 | Canottieri Mutina                |       |
| 2017     | Canoa Club Napoli                | Circolo Nautico Posillipo                 | Canottieri Eur                   |       |
| 2018     | Canottieri Eur                   | C. M. M. Nazario Sauro                    | ?                                | [ 1 ] |
| 2019     | G.S. Catania                     | Soc. Canott. Ichnusa                      | C. M. M. Nazario Sauro           | [ 2 ] |
| 2020     | G.S. Catania                     | Canoa Club Napoli                         | Soc. Canott. Ichnusa             | [ 3 ] |
| 2021     | Jomar Club Catania               | Canoa Club Napoli                         | Circolo Nautico Posillipo        | [ 4 ] |
| 2022     | Canoa Club Napoli                | Jomar Club Catania                        | CUS Catania                      | [ 5 ] |